# Arcuphantes concheus
Arcuphantes concheus är en spindelart som beskrevs av Ono och Saito 200. Arcuphantes concheus ingår i släktet Arcuphantes och familjen täckvävarspindlar. Inga underarter finns listade i Catalogue of Life.